# Loye Holmes Miller

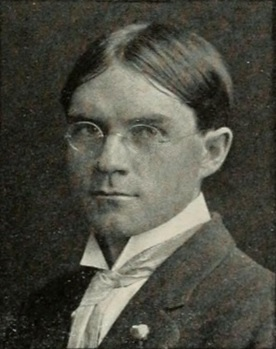

Loye Holmes Miller (Minden, 13 de outubro de 1874 — 6 de abril de 1970) foi um paleontólogo americano.

## Biografia
Nascido no estado da Luisiana, Loye Miller mudou-se com a família para um rancho no deserto próximo a Riverside, Califórnia, em 1877. Começou a estudar os animais, especialmente as aves, das quais passou a colecionar ovos e peles. Ingressou na Universidade de Berkeley, onde tornou-se bacharel em Química no ano de 1898, mestre em Zoologia em 1904 (com uma tese sobre salamandras) e doutor em 1912, com uma tese sobre aves fósseis. Tornou-se professor-assistente da universidade em 1910.
Em 1906, Miller foi introduzido pelo professor John C. Merriam nas escavações que estavam sendo conduzidas pela Universidade da Califórnia no Rancho La Brea. Os esqueletos de aves fósseis achados no local despertaram o interesse de Miller, que montou uma coleção de esqueletos de aves para ajudar a identificar os fósseis. Miller descreveu 42 espécies fósseis de aves, a maioria da Califórnia.
Em 1914, foi nomeado Instrutor em Biologia da Escola Normal de Los Angeles, que daria origem à Universidade da Califórnia em Los Angeles. Miller logo tornou-se presidente do Departamento de Biologia da universidade, em 1919, da qual aposentou-se em 1943.
Uma autobiografia sua, intitulada Lifelong Boyhood Recollections of a Naturalist Afield, foi publicada pela U.C. Press. Em 1971, um ano após sua morte, uma biografia sua fora publicada por seu primeiro aluno de doutorado em palentologia de aves, Hildegarde Howard, e intitulada In Memorian: Loye Holmes Miller.